# دينيس بانكس
دينيس بانكس (بالإنجليزية: Dennis Banks)‏ هو ناشط وممثل أمريكي، ولد في 12 أبريل 1937 في الولايات المتحدة، وتوفي في 29 أكتوبر 2017 بروشستر في الولايات المتحدة بسبب ذات الرئة.

## وصلات خارجية
- دينيس بانكس على موقع IMDb (الإنجليزية)
- دينيس بانكس على موقع ألو سيني (الفرنسية)
- دينيس بانكس على موقع ميوزك برينز (الإنجليزية)
- دينيس بانكس على موقع أول موفي (الإنجليزية)
- دينيس بانكس على موقع قاعدة بيانات الأفلام السويدية (السويدية)
- دينيس بانكس على موقع أول ميوزيك (الإنجليزية)
- دينيس بانكس على موقع ديسكوغز (الإنجليزية)
- دينيس بانكس على موقع كينوبويسك (الروسية)